# Amleto (Čajkovskij)
L'Amleto op. 67a è una composizione del 1891 di Pëtr Il'ič Čajkovskij. Consta di sedici brani in funzione di musica di scena per l'Amleto di Shakespeare tradotto in francese da Dumas e fu rappresentato per la prima volta al Teatro Michajlovskij di San Pietroburgo il 21 febbraio 1891.
Nell'opera è inclusa, in forma ridotta, un'ouverture-fantasia (Lento lugubre. Allegro vivacissimo) composta nel 1888, che reca il numero d'opus 67. Fu eseguita per la prima volta all'aula magna del Conservatorio di San Pietroburgo il 24 novembre 1888 e pubblicata da Jurgendson a Mosca nel 1890. Presenta un organico orchestrale più ampio (con l'aggiunta di ottavino, corno inglese, due corni, due cornette, basso tuba, piatti, grancassa) ma non include le voci e la campana.
L'ouverture è dedicata a Edvard Grieg.